# Церква Покрови Пресвятої Богородиці (Теребовля)
Церква Покрови Пресвятої Богородиці в Теребовлі — парафія і храм греко-католицької громади Теребовлянського деканату Тернопільсько-Зборівської архієпархії Української греко-католицької церкви в місті Теребовля Тернопільського району Тернопільської области.

## Історія церкви
ППарафію в мікрорайоні «Садики» міста Теребовля було утворено 6 грудня 2011 року. Того ж року, за проєктом архітектора Михайла Нетриб'яка, збудували храм. Жертводавцями були архиєпископ і митрополит Василій Семенюк, а також жителі та підприємці міста.
Іконостас та розписи в храмі відсутні, проте місцевий художник Михайло Голембйовський виготовив запрестольний образ Покрови Пресвятої Богородиці. 20 листопада 2011 року архиєпископ і митрополит Василій Семенюк освятив храм. З цього часу парафія і церква належать до УГКЦ.
При парафії діють такі спільноти:
- Церковне братство і сестринство.
- Братство «Апостольство молитви».
- Марійська та Вівтарна дружини.

На території парафії встановлено дерев'яний хрест, освячений під час закладення наріжного каменя, а також збудовано капличку на честь Святої Параскеви.

## Парохи
- о. Ігор Сип'як (з 13 березня 2012).